# Saddam Hussein
Pour les articles homonymes, voir Hussein et Al-Tikriti.
Saddam Hussein Al-Majid (arabe : صَدَّام حُسَّيْن الْمَجِيد), communément appelé Saddam Hussein, est un homme d'État irakien, présumément né le 28 avril 1937 à Al-Awja, près de Tikrit, et exécuté par pendaison le 30 décembre 2006 à Bagdad. Cinquième président de la république d'Irak, il occupe ce poste du 16 juillet 1979 au 9 avril 2003. Membre dirigeant du parti Baas arabe socialiste, il conserve sa position d'influence lors de la scission du parti et dirige la branche régionale irakienne de l'organisation. Dévoué à l'idéologie baassiste, qui combine socialisme arabe et nationalisme panarabe, Saddam Hussein joue un rôle déterminant lors du coup d'État du 17 juillet 1968 qui porte le parti Baas au pouvoir en Irak. Sa position de chef de l'état irakien et du Parti Baas irakien a fait de lui le chef de la faction pro-irakienne du parti Baas. Son idéologie a parfois été appelée le Saddamisme.
En tant que vice-président du pays dirigé par le vieillissant général Ahmed Hassan al-Bakr, Saddam Hussein tire profit de l'instabilité politique qui règne en Irak, du fait de l'existence de nombreux groupes armés capables de renverser le gouvernement en place, et forme des forces de sécurité qui lui permettent de contrôler les rapports entre gouvernement et forces armées du pays. Il est également l'initiateur de nombreuses réformes économiques qui améliorent considérablement le niveau de vie moyen, notamment sa nationalisation du pétrole et de diverses autres industries au début des années 1970. Au cours des années 1970, Saddam consolide son autorité sur les appareils gouvernementaux grâce à l'industrie pétrolière florissante qui permet à l'économie irakienne de croître de manière stable pendant cette période. Les positions d'influence sous l'administration de Saddam Hussein sont principalement occupées par des personnes de confession sunnite alors qu'elles ne représentent qu'une minorité de la population irakienne. Bien que Saddam ait été le dirigeant de facto de l'Irak pendant la décennie précédente, il n'accède officiellement au poste de président du pays qu'en 1979. Sa répression sévère de plusieurs mouvements de contestation révolutionnaires et séparatistes à la fois chiites et kurdes lui permet de se maintenir en tant qu'homme fort du pays.
De 1980 à 1988, l'Irak connaît huit ans de guerre avec l'Iran. En 1990, il envahit le Koweït, déclenchant la guerre du Golfe. Ce conflit s'achève par une défaite pour l'Irak, qui doit évacuer le pays début 1991 et demeure ensuite isolé sur le plan international ; Saddam Hussein parvient cependant à se maintenir au pouvoir. En 2003, une coalition d'États menée par les États-Unis et le Royaume-Uni envahit l'Irak pour renverser Saddam, alors accusé par les Américains (déclaration de Colin Powell le 5 février 2003) de détenir des armes de destruction massive et d'entretenir des relations étroites avec des organisations terroristes telles qu'al-Qaïda ; ces allégations se révéleront toutefois infondées. Après son renversement, le Parti Baas irakien est aboli et des élections démocratiques sont organisées par le gouvernement de transition irakien. Il est ensuite capturé, après huit mois de fuite, par les troupes américaines le 13 décembre 2003 et comparaît devant la justice irakienne, faisant alors face à de multiples chefs d'accusation allant jusqu'au crime contre l'humanité. Le 5 novembre 2006, il est jugé coupable du massacre de 148 chiites irakiens à Doujaïl en 1982 et est condamné à mort. Saddam Hussein sera finalement exécuté par pendaison le 30 décembre 2006.
La brutalité de sa dictature demeure largement condamnée : outre ses multiples violations des droits de l'homme, divers gouvernements et ONG ont dénoncé ses actions en matière de crimes de guerre, meurtres, crimes contre l'humanité et génocide. Certains secteurs d'opinion dans le monde arabe continuent cependant de louer sa farouche opposition aux États-Unis et à Israël, ainsi que son rôle déterminant dans le développement économique de l'Irak. Le gouvernement de Saddam a été décrit par plusieurs analystes comme autoritaire et totalitaire, et par certains comme fasciste, bien que l'applicabilité de ces qualificatifs ait été contestée. Depuis le renversement de Saddam Hussein, l'Irak demeure en proie à une grande instabilité.

## Origines et jeunesse

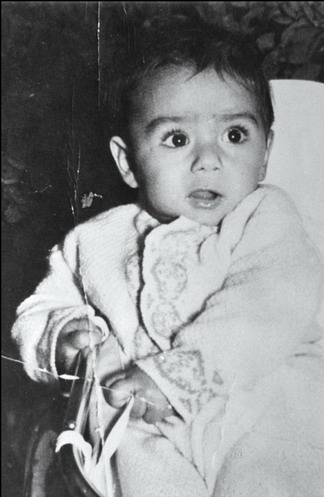
Le jeune Saddam Hussein dans les années 40.

On ne sait que peu de choses sur les premières années de sa vie. Il serait né le 28 avril 1937 dans une famille très pauvre de paysans sans terre du village d'Al-Awja, à environ 10 km au sud-est de Tikrit. Selon sa biographie officielle, son père, Hussein Abd al-Majid, serait mort au moment de sa naissance (soit avant, soit après), mais selon d'autres biographies, non officielles et généralement écrites par des opposants, celui-ci aurait en fait abandonné sa femme et ses enfants.
Il est issu d'une famille de la tribu Al Bu Nasser, d'ascendance chérif husseinite (descendants de Hussein Ibn Ali),,.
Le jeune Saddam aurait été élevé par le nouvel époux de sa mère, un homme qui aurait été brutal et illettré, et qui l'aurait traité rudement. Il aurait alors vécu dans une petite maison en torchis, qui n'aurait été composée que d'une pièce et où, comme dans la quasi-totalité des demeures irakiennes de l'époque, il n'y aurait pas eu l'électricité. Dès l'âge de six ans, il aurait commencé à travailler comme berger. Sa famille n'ayant pas les moyens de lui payer des chaussures, il serait allé travailler dans les champs pieds nus. Saddam aurait quitté le domicile familial à l'âge de 12 ans. Une voisine, l'ayant aperçu la nuit de sa fugue, lui donna de la nourriture et le mari de cette dernière lui donna une arme, car la route jusqu'à Bagdad pouvait être dangereuse. Il aurait été recueilli dans la capitale par un oncle maternel, Khairallah Talfah, ancien officier qui aurait soutenu la révolution de Rachid Ali al-Gillani et qui serait devenu maître d'école. Avant de le connaître, Saddam Hussein aurait été appelé ibn aziqa ou littéralement, « fils des ruelles ». Son oncle l'aurait scolarisé dans l'école municipale ; Saddam Hussein aurait alors été l'élève le plus âgé de sa classe. Khairallah serait ensuite parti pour Bagdad avec le jeune Saddam où, en plus d'aller à l'école, il aurait exercé de petits métiers, comme celui d'assistant de chauffeur de taxi et de vendeur de cigarettes à la criée. Son oncle lui aurait également appris le maniement des armes, et l'aurait instruit sur l'histoire de l'Irak, Nabuchodonosor pour l'histoire antique de l'Irak, et Saladin pour l'histoire médiévale de l'Irak.

Hussein en 1956 portant le ghutra.

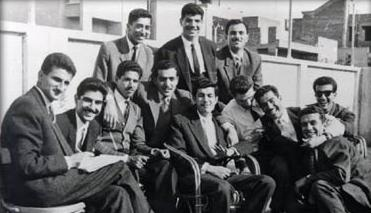
Saddam Hussein en compagnie d'étudiants baasistes pendant ses études au Caire de 1959 à 1963.

Son oncle lui aurait « donné » sa fille en mariage. Celui-ci serait ainsi rentré de plain-pied dans la tribu des Albou Nasser. Admiratif de son oncle, il aurait décidé de devenir, comme lui, officier. Il se serait présenté à l'École militaire pour passer le concours d'entrée, mais il aurait échoué — ce qui n'aurait eu rien d'étonnant, compte tenu de l'éducation qu'il aurait reçue de son oncle.
Après la fin de ses études secondaires, le jeune Saddam rejoint une cellule clandestine du parti Baas (le parti socialiste de la Renaissance arabe). Ce parti, cofondé par un Syrien chrétien, Michel Aflak, et par un musulman, Salah al-Din al-Bitar, affilié à la IIe internationale socialiste, présent de façon officielle ou clandestine dans tous les pays arabes, prône un nationalisme arabe laïc et l'unité du monde arabe, mélangé de références socialistes modérées (nationalisation des richesses nationales, notamment du pétrole).
Membre du parti Baas, il milite dès le début des années 1950, pour l'unité arabe. Quelques années plus tard, il est condamné, avec son oncle, à six mois de prison pour avoir tué un informateur de la police. Il participe en 1956 à un coup d'État avorté contre le souverain du royaume d'Irak, soutenu par le Royaume-Uni. En 1958, un autre groupe, communiste, sous la direction du général Kassem, officier marxiste, parvient à renverser le roi.
Le 7 octobre 1959, il fait partie d'un groupe qui tente d'assassiner le général Kassem et d'instaurer un régime nationaliste en Irak, mais ils échouent, et Saddam Hussein est blessé lors de cette opération où il n'a eu finalement qu'un rôle subalterne. Plus tard, ses services de propagande tenteront d'embellir son action, jusqu'à en faire le personnage central de ce complot manqué et le héros d'une nouvelle « geste ».
Après sa tentative d'assassinat du général Kassem, il se serait enfui à cheval, aurait traversé l'Euphrate à la nage et, avec l'aide de réseaux syriens, aurait traversé le désert, puis se serait réfugié parmi des Bédouins ; il se réfugie alors à Damas, où il rencontre des baasistes syriens. Il reste à Damas pendant trois mois, c'est pendant ce court séjour qu'il fait la connaissance de Michel Aflak. C'est grâce à sa rencontre avec le secrétaire général du Baas qu'il devient un membre à part entière du parti. Puis, il part au Caire, à l'époque de la République arabe unie, et il est condamné par contumace à mort par le gouvernement irakien. Il continue sa scolarité au Caire, où il obtient son « diplôme » en 1961, puis, en 1962, il entame des études de droit. Mais il est contraint d'abandonner ses études pour retourner en Irak.

Saddam Hussein à la fin des années 1960.

Après la révolution irakienne du 8 février 1963, lors de laquelle le régime marxiste du général Kassem est renversé par des groupes nationalistes baasistes commandés par le général Aref, Saddam Hussein revient en Irak en passant par la Syrie, où il rencontre une nouvelle fois Michel Aflak, qui lui transmet un message qu'il devait donner à Ahmad Hassan al-Bakr. Il se fait l'intermédiaire des baasistes syriens et irakiens. Il participe également à plusieurs conférences panarabes du parti à Damas, où il expose les mêmes idées qu'Aflaq. Avec son retour en Irak, il travaille au recrutement de nouveaux militants.
En 1964, Saddam Hussein aurait projeté d'assassiner le président Abdel Salam Aref[réf. nécessaire]. L'attentat, qui était prévu pour le 5 septembre, est découvert par la police la veille, et Saddam Hussein, ainsi qu'un complice, est emprisonné. Durant sa détention, sa femme Sajida lui apporte des livres qui lui permettent d'approfondir sa culture nationaliste. Il parvient à s'évader le 23 juillet 1966, au cours d'un transfert entre deux prisons. Il se consacre alors à la constitution d'une branche clandestine du Baas, qui implique une centaine de personnes.

## Parcours politique

### Débuts et ascension

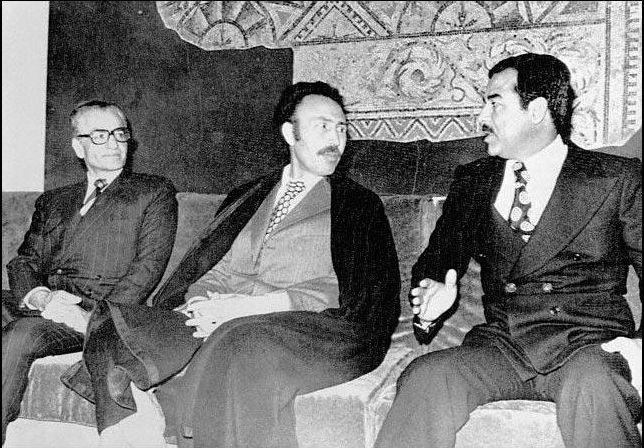
Saddam Hussein (à droite) avec Houari Boumédiène et le chah d'Iran Mohammad Reza Chah pendant les accords d'Alger de 1975.

Écarté du pouvoir, pour un temps, le parti Baas revient en force, lors d'un coup d'État, le 17 juillet 1968, et devient le parti le plus puissant et le mieux structuré de la région. Lors de la « révolution blanche » (nom donné parce qu'aucune goutte de sang n'a coulé pendant ce coup d'État), Saddam Hussein aurait – d'après les sources baasistes – assiégé le palais présidentiel avec un tank et « pris le pouvoir ». Le 30 juillet 1968, alors qu'il n'avait encore aucune fonction officielle importante, ni dans le parti Baas, ni dans l'État irakien, Saddam Hussein aurait limogé le Premier ministre et le ministre de la Défense en personne. Au sein du Parti Baas (ou de l'État irakien), Saddam Hussein prend alors la tête des services de sécurité, à l'âge de 31 ans. Il occupe également le poste de vice-président du Bureau révolutionnaire. Il doit ce poste important à son oncle par alliance, le général Ahmed Hassan al-Bakr, président de la République et dirigeant baasiste historique.
Épaulé par son groupe, sa « tribu », constituée de sa proche famille, de ses nombreux cousins et alliés, et des natifs de sa ville de Tikrit, Saddam Hussein, peu à peu, « élimine » ses rivaux, et réussit à « contrôler » Bagdad, la capitale. Il devient vice-président de la République en 1968. Cependant, pour contrôler le pays, il a besoin d'un parti à sa dévotion, et prend modèle sur le Parti communiste de l'Union soviétique, avec laquelle l'Irak signe en 1972, un traité d'amitié. Saddam Hussein se rend aussi en France la même année, le 14 juin. Selon un membre d'un niveau hiérarchique élevé de la CIA, il en serait revenu en emportant un drapeau tricolore dans ses bagages.
Le parti Baas, devient rapidement omniprésent, omnipotent, et un passage obligé pour toutes les affaires et pour accéder au pouvoir. En quelques années, ce parti devient un instrument entièrement au service de Saddam Hussein, qui concentre tous les pouvoirs entre ses mains, passant d'un pouvoir collégial, au début, à un despotisme absolu, même s'il a conservé pour la forme, le Conseil de commandement de la révolution (en), censé détenir le pouvoir exécutif et législatif (Ezzat Ibrahim Al-Duri en est le vice-président).

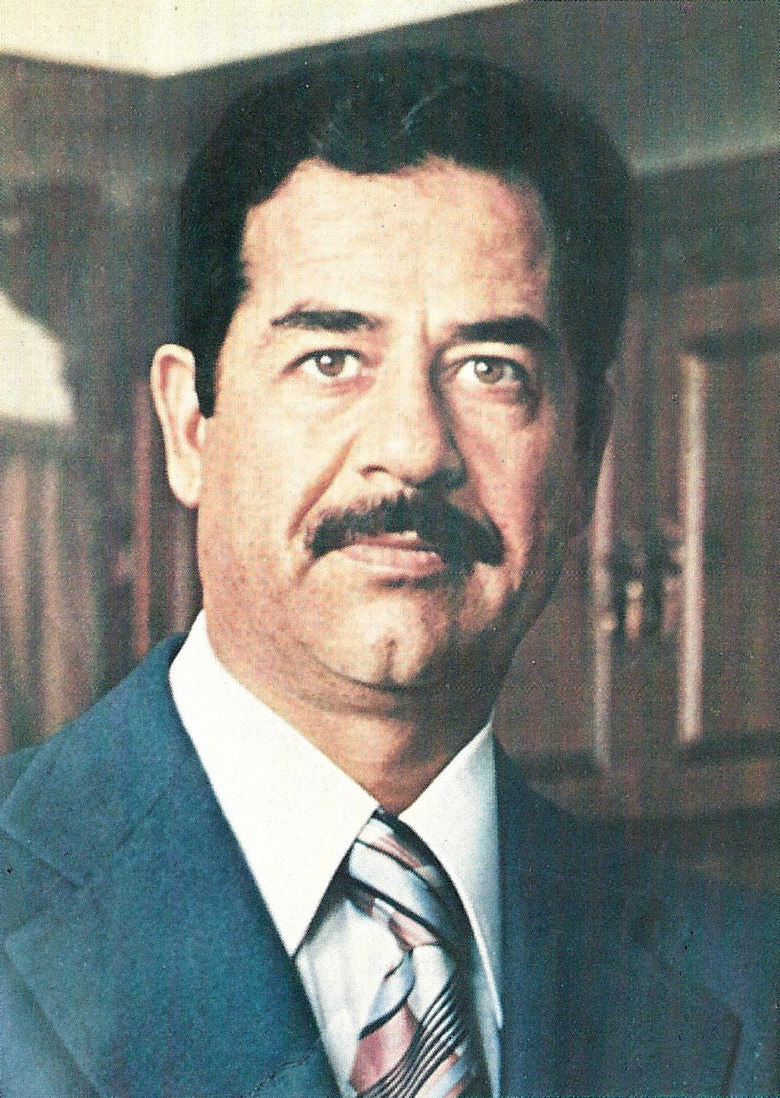
Saddam Hussein en 1979.

Au début des années 1970, il se donne le titre de général « honoraire ». Le 11 mars 1970, Saddam Hussein signe avec les deux Partis « autonomistes/indépendantistes » PDK et UPK Kurdes un accord relatif à l'autonomie du Kurdistan irakien, avec la « Loi pour l'autonomie dans l'aire du Kurdistan », qui stipule notamment que « la langue kurde doit être la langue officielle pour l'éducation des Kurdes ». Cette loi permet aussi l'élection d'un conseil législatif autonome, qui contrôle son propre budget. Cependant, 72 des 80 membres élus de ce conseil de la première session d'octobre 1974 ont été sélectionnés par Bagdad. En octobre 1977, la totalité du conseil est choisie par le régime. Le 1er juin 1972, plusieurs années avant de prendre le pouvoir, Saddam Hussein commence une vaste nationalisation des compagnies pétrolières, richesse nationale qui se trouvent jusque-là entre des mains étrangères. L'Irak connaît alors un développement industriel et social sans précédent. Saddam Hussein s'efforce de moderniser l'économie et l'industrie. En 1973, Saddam Hussein devient général, et le 16 juillet 1979, à 42 ans, se sentant assez puissant, il succède à Ahmed Hassan al-Bakr et devient président de la République, à la suite du renoncement « précipité » de son prédécesseur, officiellement pour « raison de santé ». Des milliers de cadres du parti Baas sont convoqués d'urgence et vingt-deux d'entre eux, accusés de trahison, sont arrêtés en pleine assemblée, présidée par « un Saddam Hussein fumant le cigare et pleurant parfois », et sont emmenés à l'extérieur pour être exécutés sommairement. La scène est filmée ; elle servira à asseoir le pouvoir du nouveau chef d'État en Irak.

### Présidence dictatoriale
Durant les vingt-quatre années de son pouvoir (16 juillet 1979-14 décembre 2003), Saddam Hussein utilise tous les moyens pour contrôler la population et régner sans partage. Comme dans les régimes totalitaires, la propagande est omniprésente à travers les différents médias et les affiches représentant le portrait du Raïs. La presse est censurée et la peur d'être arrêté et exécuté paralyse les opposants au régime, principalement chiites (à l'exception des communistes, la très grande majorité des chiites était opposée au régime laïc imposé au pays dès le début des années 1960[réf. nécessaire]) et kurdes (qui souhaitent établir un État du Kurdistan indépendant, reconnu internationalement, en unifiant les provinces kurdes de Turquie, d'Irak, de Syrie et d'Iran). L’homosexualité est légale en Irak sous le régime de Saddam Hussein.
Durant cette période Saddam Hussein échappe à plusieurs attentats ou tentatives de renversement par la force, pratiquement tous perpétrés par des organisations secrètes islamistes chiites interdites (par exemple, la tentative d'assassinat en 1982 à Doujaïl, organisée par le Parti islamique Dawa de la ville).

Saddam Hussein en chef suprême des armées irakiennes (1982).

À l'international, il s'éloigne des positions pro-soviétiques de ses prédécesseurs et se rapproche des États-Unis pour constituer un « axe modéré arabe » avec la Jordanie et l’Égypte du régime d'Hosni Moubarak. La période est marquée par la guerre Iran/Irak, et les défaites subies par les Irakiens préoccupent gravement les Américains, qui voient le danger d'une domination iranienne dans la zone du Golfe. Le dossier est pris en main par le vice-président Bush qui envoie à Bagdad Donald Rumsfeld en décembre 1983. Des crédits sont octroyés à grande échelle, en principe pour des achats de produits alimentaires, mais une partie est détournée en achats d'armes. C'est l'affaire dite d'Atlanta, siège de l'agence bancaire qui a piloté l'opération. Parmi ces armes figurent des hélicoptères Bell équipés pour asperger les récoltes, qui serviront à Saddam Hussein pour soumettre les rébellions kurdes.

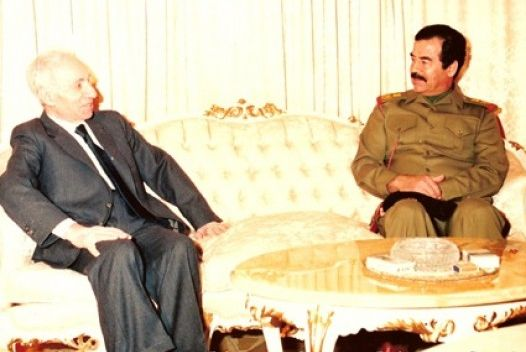
Saddam Hussein parlant à Michel Aflak, fondateur de la pensée ba'athiste, en 1988.

À la fin des années 1980, en pleine guerre Iran-Irak, Saddam Hussein et Israël entament des négociations secrètes pour des tentatives de rapprochement diplomatique et commercial. Avant et après la guerre du Golfe, des émissaires irakiens et israéliens de haut rang se rencontrent et manquent de concrétiser l’initiative du président égyptien, Hosni Moubarak, d’organiser une rencontre trilatérale entre Saddam Hussein, Hosni Moubarak et Moshe Shahal, alors membre éminent du gouvernement travailliste d’Yitzhak Rabin. Cette initiative ne voit jamais le jour à cause de l’opposition farouche de l’administration américaine.
Dans l'intention de discréditer Saddam Hussein auprès de ses partisans, la CIA envisageait de fabriquer une vidéo dans laquelle on le verrait avoir des rapports sexuels avec un adolescent. Des projets de dénigrements semblables avaient déjà été utilisés par l'agence en Amérique du Sud et en Europe de l'Est contre des personnalités opposées aux États-Unis, mais dans le cas de l'Irak le projet se heurte au scepticisme de certains responsables et est abandonné. Sa politique conduit à plusieurs condamnations par des résolutions de l'ONU.
Il accomplit un pèlerinage à La Mecque en 1988.

### Guerre d'Irak et chute

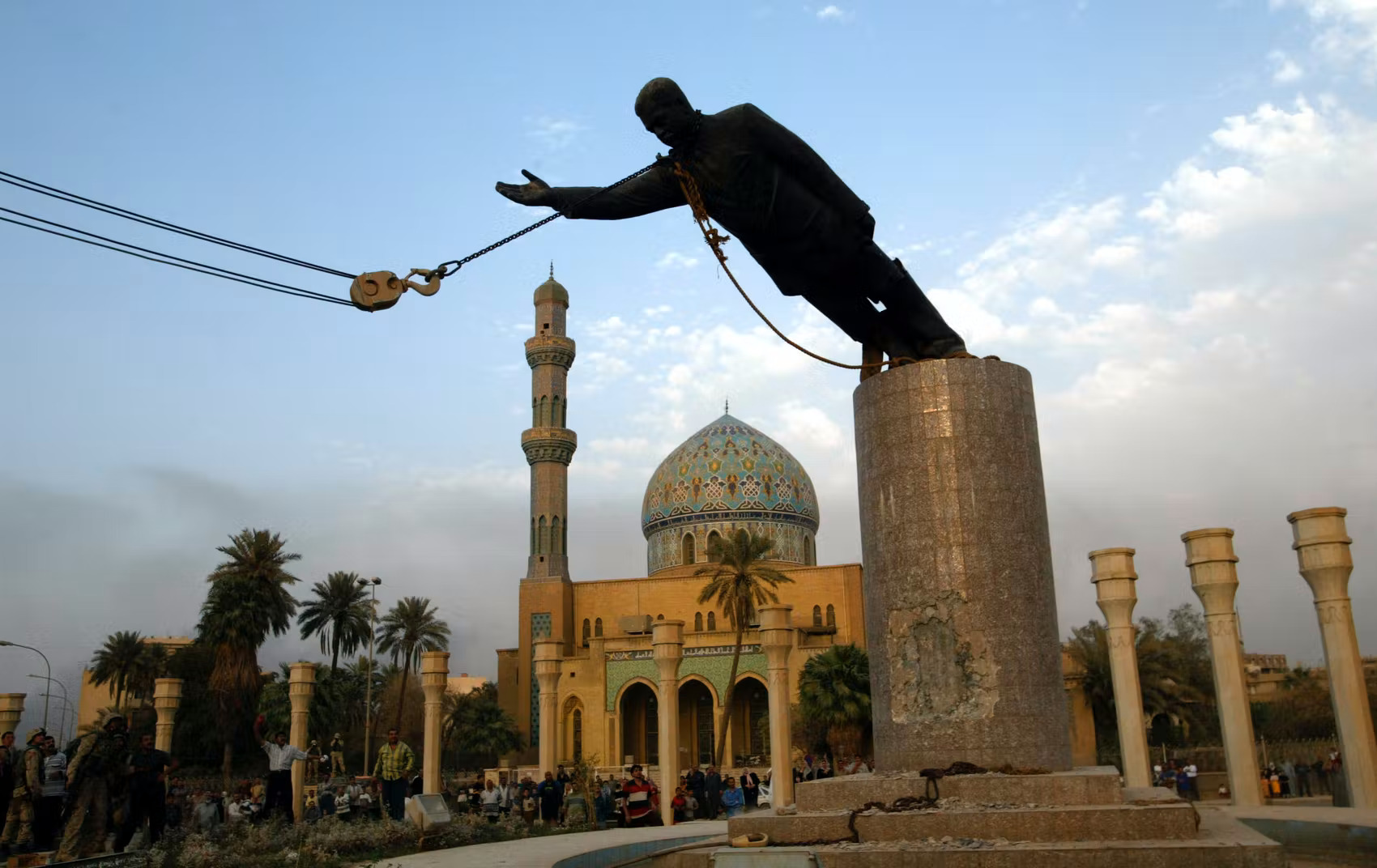
Statue de Saddam Hussein abattue à Bagdad, en avril 2003.

Le 20 mars 2003, les États-Unis et leurs alliés (principalement le Royaume-Uni) attaquent l'Irak sans l'appui des Nations unies et renversent Saddam Hussein à l'issue d'une guerre éclair (mars-avril 2003).
Le 9 avril, Saddam s'offre un bain de foule à Bagdad. La chute de Bagdad, le 9 avril 2003, marque la fin officielle du régime baasiste en Irak et l'entrée dans la clandestinité de Saddam Hussein et de nombreux responsables baasistes, bien que certains d'entre eux, tel Tarek Aziz, se soient volontairement livrés aux forces d’occupation. Nombreux des haut-gradés de l'armée ont appelé les soldats à déposer les armes.
En octobre 2003, dans un message audio, il appelle les Irakiens à résister à l'occupation américaine.
Après plusieurs mois passés dans la clandestinité, Saddam Hussein est découvert et capturé le 13 décembre 2003 par l'armée américaine lors de l'opération Red Dawn, il était caché dans un « trou de souris » situé dans une ferme à Tikrit.

### Bilan
Selon Hamit Bozarslan, il « est, très largement, responsable à la fois de la destruction du Kurdistan irakien et de celle de l'Irak dans sa totalité ».

## Traque et exécution

### Arrestation

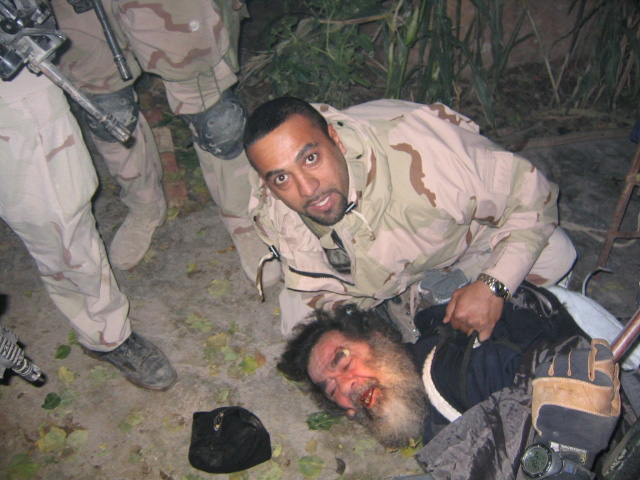
Saddam Hussein découvert et interrogé par des soldats américains (13 décembre 2003).

Saddam Hussein se cachait dans un réduit de 2,5 mètres sous terre relié à une cour de ferme par un très faible passage (juste suffisant pour laisser passer un homme). Il possédait avec lui une mallette contenant 750 000 dollars, un revolver et deux kalachnikovs. Il n'a cependant présenté aucune résistance lors de son arrestation.
Des images de sa capture feront le tour du monde. Paul Bremer, proconsul américain, prononce la phrase devenue célèbre « Ladies and gentlemen, we got him » (« Mesdames et messieurs, on l'a eu ») lors d'une conférence de presse.

### Procès

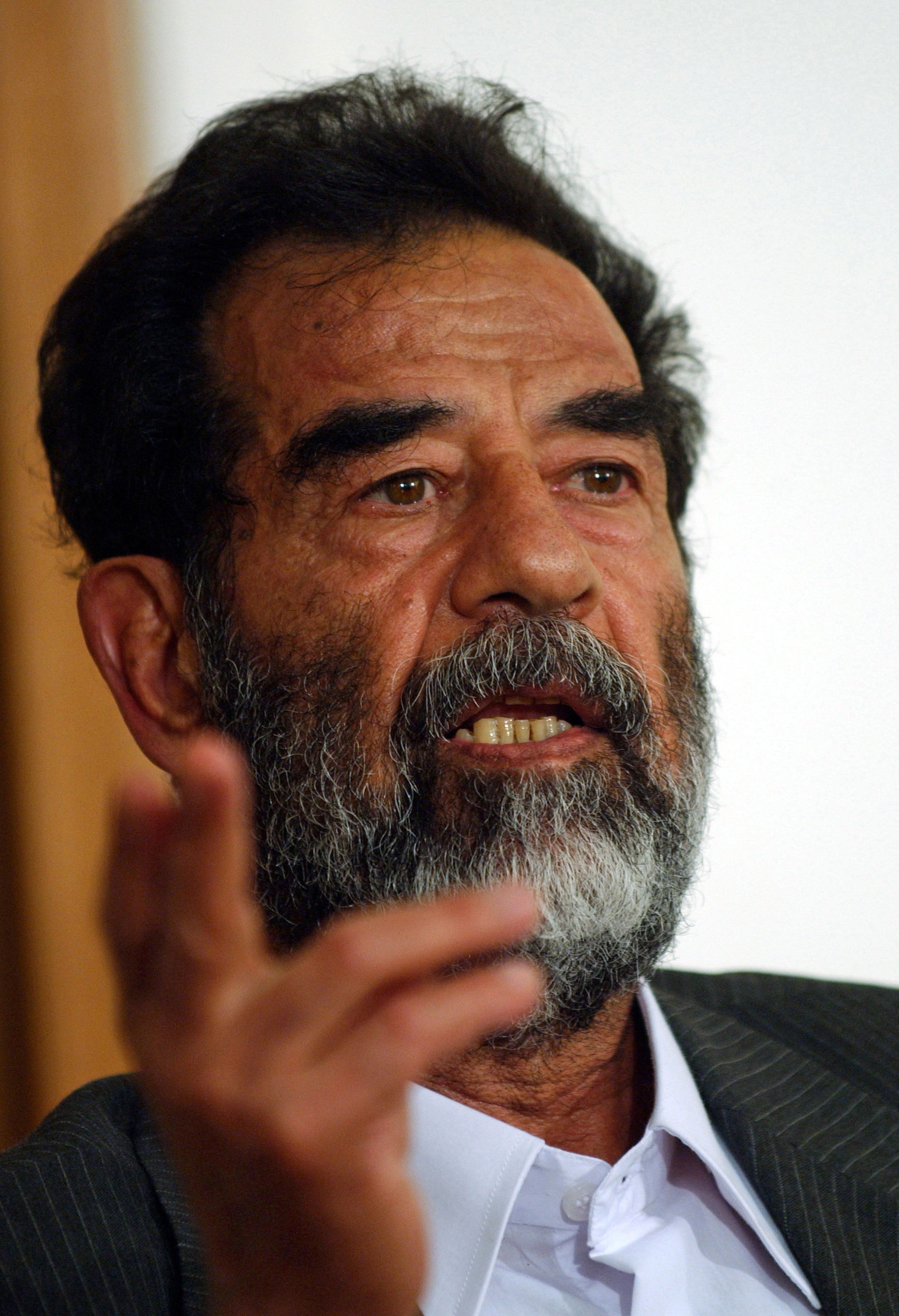
Saddam Hussein lors de son procès, en juillet 2004.

L'ouverture de la phase préliminaire de son procès a eu lieu à Bagdad au début du mois de juillet 2004. C'est un tribunal d'exception, le Tribunal spécial irakien (TSI), qui le juge pour génocide, crime contre l'humanité et crime de guerre, avec plusieurs autres membres importants du parti Baas.
Mille cinq cents personnes dont vingt-deux avocats principaux venant d'Irak, de Jordanie, de Libye, de France et des États-Unis se sont proposés pour assurer la défense de Saddam Hussein. Jacques Vergès et Roland Dumas sont quelques-uns de ces nombreux avocats. Le 7 juillet 2005, Ziad Al-Khasawneh, le principal avocat de Saddam Hussein, démissionne, après des pressions d'avocats américains, voulant l'empêcher de prendre position pour la résistance irakienne et contre l'invasion armée. Le 8 août 2005, tous ses avocats commis d'office par le Tribunal, sauf un Irakien, Khalil al-Doulaïmi (en), sont récusés par la famille Hussein, qui les accuse de s'être autoproclamés défendeurs de Saddam Hussein sans avoir été mandatés.
Le 4 septembre, le porte-parole du gouvernement irakien annonce que l'ouverture d'un premier procès aura lieu le 19 octobre, soit juste après le référendum sur le projet de Constitution, prévu le 15 octobre. Ce procès concernera uniquement la condamnation à mort par un tribunal irakien et l'exécution de 148 chiites du village de Doujaïl en 1982 (le motif invoqué pour la plupart des accusés fut d'avoir été membre de l'organisation secrète islamiste qui avait organisé la tentative d'assassinat de Saddam Hussein, sans pourtant avoir eux-mêmes participé activement à la tentative d'assassinat), la destruction de propriétés privées et l'exil interne, pendant quatre ans, des 14 000 habitants de cette ville. Le porte-parole du gouvernement a également déclaré que si Saddam Hussein était condamné à la peine de mort, la sentence pourrait être exécutée sans attendre les jugement relatifs aux autres procès qui étaient prévus, relatifs à d'autres actes d'accusations portées à l'encontre de Saddam Hussein. La peine de mort, abolie en Irak par l'administrateur civil de l'Irak Paul Bremer, semble y avoir été réintroduite à la suite de l'arrestation de Saddam Hussein.
Le 19 octobre, jour d'ouverture du procès, Saddam Hussein défie le tribunal, présidé par le juge en chef Rizgar Mohammed Amin, en ne reconnaissant pas son autorité et plaide non coupable pour le massacre de Doujaïl. Des témoins programmés au procès, ayant trop peur d'être des témoins publics, ne sont pas venus à Bagdad. Le premier procès de Saddam Hussein est alors ajourné pour permettre d'entendre ces derniers dans des conditions de sécurité satisfaisantes. La prochaine audience était prévue le 28 novembre, mais elle a été encore une fois reportée au 5 décembre. Le 6 décembre, Saddam Hussein continue de « perturber » le procès.
Le 23 janvier 2006, le président du Tribunal, Rizgar Mohammed Amin, démissionne. Il est remplacé par Raouf Abdul Rahman (en).
Le 15 mars, Saddam Hussein est appelé par l'accusation en tant que témoin. À la barre, il y fait une déclaration politique, affirmant notamment qu'il se considérait toujours comme le président de l'Irak, appelant les Irakiens à cesser les violences entre eux et à combattre les troupes américaines. Le juge lui coupe alors le microphone et la suite de l'audience se déroule à huis clos.
Le 15 mai, il est formellement accusé de « crime contre l'humanité » pour le massacre de Doujaïl, et refuse de plaider, trois de ses avocats ayant été assassinés lors des premiers jours du procès et Saddam Hussein ayant récusé tous ceux, commis d'office, que le tribunal spécial irakien lui proposait en remplacement, en ajoutant qu'« il n'y avait aucune possibilité de juger le président de l'Irak », ou que « le Tribunal spécial irakien n'a pas autorité, au terme de la Constitution de la République irakienne, pour juger le président de l'Irak » (Saddam Hussein ne reconnaissait pas la nouvelle Constitution irakienne adoptée le 15 octobre de l'année précédente, affirmant qu'elle avait été « imposée » à l'Irak par les forces d'occupation étrangères).
Ses avocats boycottent le procès, accusant le tribunal de partialité et de manque d'indépendance vis-à-vis du pouvoir politique. Saddam Hussein refuse également d'être présent lors des auditions. Le président du Tribunal ordonne alors sa convocation d'office. Des témoins appelés par la défense, suspectés d'avoir menti à la cour, sont emprisonnés.
Le 19 juin, Jaffar al Musawi, le procureur général du tribunal spécial irakien requiert la peine de mort contre Saddam Hussein, contre son demi-frère Barzan al-Tikriti et contre l'ancien vice-président Taha Yassine Ramadan. Ne bénéficiant d'aucun avocat autre que ceux commis d'office par le tribunal, c'est le conseiller canadien des avocats de la défense, William Wiley, qui se chargera d'écrire la plaidoirie finale. Ce dernier ainsi que le conseiller chargé d'assister les juges, l'avocat américain Eric Blinderman, tous deux envoyés par le gouvernement américain, ont eu pour rôle d'assurer le bon déroulement du procès au respect des normes internationales et à l'équité de la procédure.
Le 5 novembre, Saddam Hussein est condamné à mort par pendaison pour crime contre l'humanité. D'après les statuts du tribunal, il y a automatiquement appel pour ce type de condamnation. Le procès en appel devait durer trente jours.
Plusieurs autres membres de l'ancien parti Baas sont également jugés et furent condamnés à mort ou à des peines allant jusqu'à l'emprisonnement à perpétuité, parmi lesquels :
- Abed Hamid Mahmoud, membre du parti Baas et secrétaire particulier de Saddam Hussein (exécuté par pendaison le 7 juin 2012)
- Taha Yassine Ramadan, ancien vice-président (exécuté par pendaison le 20 mars 2007) ;
- Barzan al-Tikriti, ancien chef des renseignements (exécuté par pendaison le 15 janvier 2007) ;
- Awad Ahmed al-Bandar (en), adjoint du chef de cabinet de Saddam Hussein (exécuté par pendaison le 15 janvier 2007) ;
- Abdallah Kadhem Roueid (en), responsable local du parti Baas (condamné à 15 ans de prison le 5 novembre 2006) ;
- Mezhar Abdallah Roueid (en), responsable local du parti Baas (condamné à 15 ans de prison le 5 novembre 2006) ;
- Ali Daeh Ali, responsable local du parti Baas (condamné à 15 ans de prison le 5 novembre 2006) ;
- Mohammed Azzam al-Ali, responsable local du parti Baas (acquitté le 5 novembre 2006).

Le 26 décembre, la cour d'appel irakienne confirme la condamnation à mort de Saddam Hussein. La juridiction refuse d'accéder à la dernière volonté de Saddam Hussein d'être fusillé, comme le prévoyait l'ancienne Constitution irakienne pour les crimes politiques, et confirme l'exécution par pendaison, qui était réservée en Irak aux criminels de droits communs, dans les trente jours à venir.
Plusieurs ONG et juristes dans le monde ont dénoncé ce procès. Human Rights Watch estime ainsi dans un rapport que ce dernier fut « entaché d’irrégularités, aussi bien sur la forme que sur le fond » et « foncièrement inéquitable ». Seuls quelques hommes politiques, pratiquement tous américains ou irakiens, l'ont qualifié de « parfaitement équitable ».

### Mort
Le 29 décembre 2006, le député Sami al-Askari (en), collaborateur du Premier ministre Nouri al-Maliki, annonce que Saddam Hussein sera exécuté dans la nuit du 29 au 30 décembre 2006 ou, au plus tard, le 4 janvier 2007.
Le 30 décembre 2006, l'ancien président irakien est finalement exécuté dans la base militaire de Kadhimiya (en) dans la banlieue nord de Bagdad à 6 h 5, heure locale (3 h 5 GMT). Livré par les Américains aux autorités irakiennes, ce sont des Irakiens qui exécutent la sentence. Saddam Hussein est mené au gibet, les bras et les pieds entravés, et lit des versets du Coran. Il lui est proposé d'avoir la tête cagoulée, ce qu'il refuse. Il accepte le foulard qui lui est proposé pour éviter les blessures occasionnées par la corde.
Pendant la préparation de son exécution, des officiels chiites présents sur le lieu de l'exécution l'insultent, ou scandent : « Moqtada, Moqtada », par référence à Moqtada al-Sadr, le chef de l'Armée du Mahdi, dont le père avait été exécuté sur l'ordre de Saddam Hussein. La scène de l'exécution a été filmée illégalement, et diffusée sur Internet. Elle a été reprise par de nombreuses chaînes de télévision de par le monde, chaînes qui semblent avoir, pour la plupart, censuré tout ou partie de la bande son.
La pendaison de Saddam Hussein mit fin à toutes les actions judiciaires contre lui, dont sept susceptibles de conduire à une condamnation à mort.
Après son exécution, le corps fut amené en « zone verte », le périmètre de sécurité de Bagdad, dans la résidence du Premier ministre, où fut organisée une fête entre amis pour fêter la pendaison. Il a ensuite été remis aux proches de l'ex-président. Le 31 décembre, il est enterré à 4 h 0 (1 h 0 GMT) dans un bâtiment construit au cours de sa présidence et destiné à honorer les morts, dans le centre d'Al-Awja, son village natal situé à 180 km au nord de Bagdad et 4 km au sud de Tikrit. Il repose avec son oncle et ses fils Oudaï et Qoussaï.
L'annonce de l'exécution déclenche une polémique. De nombreux observateurs dénoncent une « mascarade », une « parodie de justice ». Ainsi, selon Antoine Basbous, directeur de l'Observatoire des pays arabes, interrogé sur France 3 le 2 janvier 2007, le choix d'exécuter Saddam Hussein le jour de l'Aïd el-Adha fut désastreux. Exécuter Saddam Hussein un jour de paix et de pardon pour les sunnites (pour les chiites, l'Aïd a lieu le lendemain), qui plus est, une fête au cours de laquelle on sacrifie un animal, serait selon lui une provocation délibérée de la part de ceux qui détiennent désormais le pouvoir à Bagdad.
Pour de nombreux analystes, l'exécution serait plus un acte de guerre civile que de justice, ou tout du moins un acte de vengeance communautaire :
- l'exécution a eu lieu dans un quartier à majorité chiite, au Camp d'Al-Adala à Kadhimiya, au sein d'une caserne des renseignements militaires et
- la prière des personnes présentes faisait référence à des imams historiques chiites.

Le quotidien égyptien Al-Masri Al-Youm commentait ainsi : « Les États-Unis ont offert Saddam en sacrifice sur l'autel de la guerre civile irakienne ».
Début 2015, à cause des combats entre l'État islamique et les forces irakiennes, ses partisans retirent son corps du mausolée qui accueillait sa dépouille (près de Tikrit), l'emmenant vers une destination tenue secrète.

## Famille
Saddam Hussein fut marié quatre fois :
- En 1963, avec Sadjida Talfah dont il eut cinq enfants :
  - deux fils (qui occupèrent des postes de responsabilité et qui sont morts à Mossoul en juillet 2003) :
    - Oudaï
    - Qoussaï

  - trois filles :
    - Raghad
    - Rana
    - Hala
- En 1986, Samira Chahbandar
- En 1990, Nidal al-Hamdani
- En 2002, avec Wafa el-Mullah al-Howeish, fille de son dernier Premier ministre adjoint Abdul Tawab el-Mulla Howeish.

D'autres membres de sa famille occupèrent des postes importants, comme :
- Barzan Al-Tikriti, son demi-frère, chef des services secrets ;
- Ali Hassan al-Majid, son cousin (dit « Ali le Chimique »), fut notamment ministre de la Défense et ministre de l’Intérieur ;
- Khairallah Talfah, son oncle et père de sa première épouse, fut maire de Bagdad ;
- Adnan Khairallah, son cousin et beau-frère (fils de Khairallah Talfah), fut également ministre de la Défense.

## Biens de Saddam Hussein
Les biens de Saddam Hussein sont estimés à plusieurs dizaines de milliards de dollars, une fortune colossale et disparate amassée tout au long de ses vingt-cinq années de règne sans partage sur l'Irak. Ils ont prétendument été gelés par une décision de l'ONU de 2002, or il n'apparaît jamais comme le propriétaire réel, mais à travers de nombreuses sociétés offshore gérées par ses hommes de confiance, toujours en liberté, qui disposent d'un simple titre au porteur et qui sont donc protégés par les conventions internationales ad hoc, d'où les difficultés que connaît le gouvernement irakien d'aujourd'hui pour récupérer ses biens. Parmi ceux-ci on peut citer :
- des hôtels au Maroc ;
- des placements financiers en Suisse ;
- des investissements en Mauritanie et au Yémen ;
- en France : des placements financiers pour un montant de 24 millions d'euros, des participations dans des sociétés françaises et deux propriétés sur la Côte d'Azur, une près de Cannes et une autre à Mougins ;
- le yacht de luxe Qadisiyah Saddam, 82 mètres, réapparu à l'automne 2007.

On peut aussi citer deux AK-47, un chromé et un en or, qui lui ont été offerts par le roi d'Arabie saoudite. Des dizaines d'autres biens sont encore à découvrir. À chaque fois, les avocats du gouvernement irakien doivent obtenir une décision de justice du pays concerné mais, ils découvrent que le bénéficiaire économique est une autre société, souvent offshore, issue d'un montage financier opaque et complexe, et située dans une autre juridiction[réf. nécessaire].
La grande majorité de sa fortune a été identifiée par le discret détective Kroll et sa firme internationale, estimée à plusieurs millions de dollars américains.

## Décorations
Décorations irakiennes
- Collier de l'ordre des Deux Rivières.

Décorations étrangères
- Première classe de l'ordre du Mérite national (Algérie)
- Collier de l'ordre d'Al-Khalifa (Bahreïn)
- Première classe de l'ordre de Stara Planina (Bulgarie)
- Première classe de l'ordre du Drapeau national (Corée du Nord)
- Médaille de l'ordre de José Martí (Cuba)
- Grand-croix de l'ordre d'Isabelle la Catholique (Espagne)
- Collier de l'ordre du Mérite civil (Espagne)
- Collier de l'ordre de Mubarak le Grand (en) (Koweït)
- Collier de l'ordre du Grand Conquérant (Libye)
- Médaille de l'ordre de l'Amitié du Viêt Nam (en)
- Grande Étoile de l'ordre de l'Étoile de Yougoslavie

## Dans les arts et la culture populaire

### Filmographie

#### Cinéma
- 1991 : Hot Shots!, joué par Jerry Haleva.
- 1993 : Hot Shots! 2, joué par Jerry Haleva.
- 1998 :
  - The Big Lebowski, joué par Jerry Haleva.
  - Le Prince de Sicile, joué par Jerry Haleva.
- 1999 : South Park, le film, joué par Matt Stone.
- 2002 : Les 20 Premiers Millions, joué par Jerry Haleva.
- 2008 : W. : L'Improbable Président, joué par Sayed Badreya.
- 2011 : The Devil's Double, joué par Philip Quast.

#### Télévision

##### Téléfilm
- 2003 : En direct de Bagdad, joué par Jerry Haleva.

##### Série
- 1989 : Les Simpson saison 12 épisode 3 Une fille de clown.
- 1993 : Les Animaniacs saison 1 épisode 35 Baghdad Café, acteur non crédité.
- 1997 : South Park saison 4 épisode 9 Les handicapés vont-ils en enfer ?, acteur non crédité.
- 2008 : House of Saddam d'Alex Holmes, Stephen Butchard et Sally El Hosaini.

### Musique
- Saddam Hussein est fréquemment cité par le rappeur canadien Le Roi Heenok, et par extension dans ses films comme Les Mathématiques du Roi Heenok. Il dit par exemple : « Roi Heenok est et restera un gros fanatique de Saddam Hussein ». Une référence fréquente provient d'un extrait vidéo du film Fahrenheit 9/11 de Michael Moore, où l'on voit Saddam Hussein danser. — « la_politique_jeu:saddam_hussein [Le Wikeenok] », sur www.roi-heenok.com (consulté le 7 mars 2022).

## Documentaire
- 2005 : Saddam Hussein, le meilleur ennemi de l'Amérique de Jacques Charmelot et Pascal Vasselin.
- 2022 : Dictateurs, mode d'emploi saison 1 épisode 2 Saddam Hussein de Mark Stevenson